# Републикански път III-5001
Републикански път IIІ-5001 е третокласен път, част от Републиканската пътна мрежа на България, преминаващ изцяло по територията на Русенска област. Дължината му е 26,5 km.
Пътят се отклонява наляво при 26,8 km на Републикански път I-5 южно от село Тръстеник и се насочва на юг през Източната Дунавска равнина. В град Две могили завива на изток и след 5,7 km слиза в дълбоката долина на река Черни Лом в близост до село Пепелина. От там пътят продължава нагоре по долината на реката, минава през селата Широково и Острица и северно от село Каран Върбовка и югозападно от село Кацелово се свързва с Републикански път III-202 при неговия 35 km.
| Пътища, отклоняващи се надясно (населено място, № на пътя, посока на пътя) | km   | Пътища, отклоняващи се наляво (посока на пътя, № на пътя, населено място) |
| -------------------------------------------------------------------------- | ---- | ------------------------------------------------------------------------- |
| Община Иваново, I-5, 26,8 km ←                                             | 0,0  | ← 26,8 km, I-5, Община Иваново                                            |
| Община Две могили                                                          | 0,7  | Община Две могили                                                         |
| (до гр. Бяла) III-501, 30,7 km, гр. Две могили ←                           | 5,6  | ← гр. Две могили, 30,7 km, III-501 (от гр. Русе)                          |
|                                                                            | 11,3 | → общински път (за с. Пепелина)                                           |
| с. Широково                                                                | 15,1 | → с. Широково, общински път (за с. Чилнов)                                |
| с. Острица                                                                 | 18,2 | с. Острица                                                                |
|                                                                            | 22,5 | → общински път (за с. Каран Върбовка)                                     |
| (до гр. Попово) III-202, 35 km ←                                           | 26,5 | ← 35 km, III-202 (от 16,6 km на I-2)                                      |